# Episodi di Sonic Prime (prima stagione)
La prima stagione della serie animata Sonic Prime, composta da 8 episodi, è stata interamente pubblicata sul servizio di streaming on demand Netflix il 15 dicembre 2022.
| nº | Titolo originale           | Titolo italiano       | Pubblicazione USA | Pubblicazione Italia |
| -- | -------------------------- | --------------------- | ----------------- | -------------------- |
| 1  | Shattered                  | Un mondo a pezzi      | 15 dicembre 2022  | 15 dicembre 2022     |
| 2  | The Yoke's On You          | Una strana città      | 15 dicembre 2022  | 15 dicembre 2022     |
| 3  | Escape From New Yoke       | Fuga da New Yoke      | 15 dicembre 2022  | 15 dicembre 2022     |
| 4  | Unwelcome to the Jungle    | La giungla ostile     | 15 dicembre 2022  | 15 dicembre 2022     |
| 5  | Barking Up The Wrong Tree  | Il grande verde       | 15 dicembre 2022  | 15 dicembre 2022     |
| 6  | Situation: Grim            | Una brutta situazione | 15 dicembre 2022  | 15 dicembre 2022     |
| 7  | It Takes One to No Place   | Nuove conoscenze      | 15 dicembre 2022  | 15 dicembre 2022     |
| 8  | There's No ARRGH In "Team" | Che bella squadra!    | 15 dicembre 2022  | 15 dicembre 2022     |

## Un mondo a pezzi
- Titolo originale: Shattered
- Diretto da: Erik Wiese
- Scritto da: Erik Wiese

### Trama
Dopo gli eventi del videogioco Sonic Advance 3, il Dottor Eggman scopre il Paradox Prism ("Prisma del Paradosso"), un'antica e misteriosa gemma con un potere immenso nelle profondità della roccia di Green Hill Zone e lo intende usare come nuovo strumento per conquistare il mondo, ma purtroppo viene ostacolato ancora una volta dal suo fastidioso arcinemico Sonic, in compagnia con il resto dei suoi amici (Tails, Knuckles, Amy e Rouge). Durante una battaglia esplosiva con il perfido scienziato, Sonic distrugge incautamente il grande cristallo. Ciò provoca un'increspatura nel continuum spazio-temporale, separando il protagonista dai suoi vecchi amici (tutti compresi Big, Birdie e Froggy) e mandandolo a "New Yoke City", una versione oscura e distopica di Green Hill in un universo parallelo governato in maniera tirannica. Viaggiando attraverso il nuovo ambiente, Sonic scopre di aver assorbito l'energia del Paradox Prism, che lo fa inciampare e scivolare, poiché il suo equipaggiamento non è in grado di gestire il potere. Sonic incontra per la prima volta Tails Nine, un omologo del suo migliore amico Tails, che ha costruito sette code meccanizzate come armi contro i bulli della sua tragica infanzia che lo avevano preso in giro e picchiato per la via delle sue due code in più, non avendo mai Sonic ad aiutarlo. Sonic guadagna almeno la fiducia di Nine e questi modifica le scarpe e i guanti di Sonic per sintonizzarsi con i suoi nuovi poteri. Tuttavia, Sonic e Nine vengono inaspettatamente catturati e portati al cospetto del malvagio Consiglio del Caos, un gruppo composto da cinque omologhi di Eggman (il Signor Dr. Eggman, il filosofico Dr. Deep, il preadolescente Dr. Don't, il neonato Dr. Babble e l'anziano Dr. Done It) che governa totalmente la città di New Yoke con un pugno di ferro. Il porcospino blu viene sottoposto a dei test eseguiti da Rusty Rose, un'omologa di Amy trasformata in un cyborg sottomesso dai tirannici scienziati-dittatori. Quando il Consiglio minaccia Tails Nine, Sonic spinge i suoi poteri al massimo, generando un'enorme quantità di energia. Tuttavia, Sonic nota quella che sembra essere un'allucinazione del suo tenebroso rivale di lunga data Shadow, durante l'ondata e flashback di un precedente confronto con lui.

## Una strana città
- Titolo originale: The Yoke's On You
- Diretto da: Erik Wiese
- Scritto da: Erik Wiese

### Trama
In un flashback, Shadow riceve una visione di Sonic che fa andare in frantumi il mondo mentre sente l'impatto che Sonic provoca quando attacca l'Egg Crasher, un badnik del Dr. Eggman usato come esca per aprire la montagna sotto la quale si trova il Prisma. Shadow mette in dubbio l'azione di Sonic e tenta di impedirgli di raggiungere Eggman per prevenire l'imminente catastrofe. Tuttavia, le sue tattiche ostili e gli avvertimenti criptici fanno sì che Sonic fraintenda le sue intenzioni, ed entrambi si combattono prima che Sonic lo rallenti abbastanza da raggiungere Eggman. Tornando al presente, l'ondata di energia di Sonic crea un impulso elettromagnetico che causa il temporaneo blackout di New Yoke City, inducendo il Consiglio a una nuova fonte di potere, arrivando alla decisione di sezionare Sonic e privarlo dei suoi poteri. Tuttavia, la Resistenza (un gruppo di omologhi ribelli di Rouge, Knuckles e Big), guidati da Rebel Rouge, insieme al suo secondo in comando Knucks, la Comandante Red e il Cittadino 1998, arrivano e salvano il protagonista e Nine, ma vengono messi alle strette da Rusty Rose e gli Eggforcer.

## Fuga da New Yoke
- Titolo originale: Escape From New Yoke
- Diretto da: Erik Wiese
- Scritto da: Erik Wiese

### Trama
Dopo aver distrutto la maggior parte degli Eggforcer, Sonic, Nine e la Resistenza decidono di cogliere l'occasione per rubare il "cristallo energetico" che il Consiglio usa come fonte di energia per illuminare l'intera città. Nine assume con successo la programmazione di Rusty Rose, facendola combattere al loro fianco. Quando si avvicinano alla posizione del cristallo, Sonic e Nine vengono separati da Rebel, Knucks e Rusty che fanno guadagnare loro tempo, combattendo contro il nemico mentre Sonic e Nine ottengono la fonte di energia. Si scopre che il cristallo è in realtà un frammento del Paradox Prism. Questo fa capire a Sonic che ha fatto cambiare il mondo dopo aver distrutto accidentalmente il Prisma durante il tentativo di fermare Eggman. Sonic si astiene dal toccare il frammento, ma lo fa su insistenza di Nine, piombando in un altro universo.

## La giungla ostile
- Titolo originale: Unwelcome to the Jungle
- Diretto da: Erik Wiese e Kiran Sangherra
- Scritto da: Brittany Jo Flores

### Trama
Sonic viene sbalzato nel Prismaverso della giungla, chiamato il "Bosco-Labirinto", dove incontra per la prima volta gli Sciacalli (omologhi preistorici e selvaggi di Rouge, Knuckles, Tails e Big), guidati da Prim Rouge, insieme agli altri membri Gnarly Knuckles, Mangey Tails e Hangry Big, costretti a vivere in cima agli alberi perché un "mostro" in basso li rispedisce di sopra ogni volta che gli Sciacalli osano scendere. Decidono di usare la velocità di Sonic per distrarre il mostro abbastanza a lungo da procurarsi provviste, promettendo falsamente a Sonic di aiutarlo a trovare in cambio un frammento del Paradox Prism. Mentre gli Sciacalli cercano cibo, il mostro li allontana, lasciando Sonic da solo ad affrontarlo; si scopre che il "mostro" non è altro che Thorn Rose (un'omologa selvaggia di Amy) in compagnia del suo enorme uccello domestico Birdie (nota anche letteralmente come l'"Uccellina"). Thorn spiega che Prim e gli altri hanno devastato la giungla, quindi li sta combattendo per proteggerla. Durante il combattimento, Thorn nota che la luce delle scarpe di Sonic è simile al "Grande Verde". Credendo che sia un frammento del Prisma, Sonic convince Thorn a scortarlo promettendogli di andarsene subito dopo. Il Grande Verde a cui si riferisce Thorn è in realtà un albero di cocco che Sonic conosce dal suo universo originale, potenziato dal frammento del Prisma. Sonic scava il frammento da sotto l'albero usando la sua attrezzatura, ma Thorn ne viene attirata e lo rivendica.

## Il grande verde
- Titolo originale: Barking Up The Wrong Tree
- Diretto da: Erik Wiese
- Scritto da: Patricia Villetto

### Trama
Sonic cerca di afferrare il frammento da Thorn Rose, che usa i suoi poteri per rendere la giungla impenetrabile per gli Sciacalli, ma fallisce ed è costretto a ritirarsi. Sonic decide di persuadere gli Sciacalli a fare pace con Thorn, ma rivelano che loro e Thorn erano amici fino a quando non è rimasta disgustata dal modo in cui abusavano delle risorse naturali ed è diventata ossessionata dalla protezione della foresta, cacciandoli sugli alberi. Sonic fa in modo che entrambe le parti si incontrino e parlino, ma gli Sciacalli colgono l'opportunità per attaccarla. Rendendosi conto che Thorn ha solo fatto ulteriori danni alla giungla dopo aver notato che l'albero di cocco (che è un albero in cui Sonic, Amy e i suoi amici erano soliti a frequentare) è appassito a causa della mancanza di luce solare, Sonic si fa inseguire e affrontare da Thorn, calcia via il suo martello e apre uno spiraglio di luce i rami, rivelando la condizione dell'albero e guarendolo. Questo aiuta Thorn a rendersi conto dell'errore dei suoi modi e rivelare la sua versione della storia degli Sciacalli; ha cercato preoccupata di avvertirli dei loro abusi, ma loro hanno continuato a ignorarla, facendola scattare alla fine e attaccarli, un malinteso di cui si è completamente pentita. Questo la porta a riconciliarsi con gli Sciacalli, che accettano anche di aiutare Thorn a conservare il Bosco-Labirinto. Sonic va a prendere il frammento ma non appena lo tocca si teletrasporta nuovamente a New Yoke City.

## Una brutta situazione
- Titolo originale: Situation: Grim
- Diretto da: Erik Wiese
- Scritto da: Marcus Rinehart

### Trama
Sonic viene riportato a New Yoke devastata dalla guerra e scopre che sono trascorse settimane nella dimensione dalla sua partenza. Durante questo periodo iniziato subito dopo la sua scomparsa, Nine è fuggito con il frammento, lasciando Rebel e Knucks alla mercé degli Eggforcer, mentre Rusty Rose sfortunatamente è ritornata alla sua programmazione originale. Di conseguenza, Rebel e la sua Resistenza sono diffidenti nei confronti di Sonic. Portato al nascondiglio della Resistenza, Rebel mostra a Sonic la loro versione dell'albero di cocco, l'unico albero naturale rimasto e il simbolo della vita che meritano. Il Consiglio del Caos segue la posizione di Sonic attraverso le tracce dell'energia del frammento da lui emanata e attacca il nascondiglio della Resistenza. Nine appare in una navetta che gli consente di utilizzare i poteri del frammento rubato per aprire portali tra i mondi, che chiama i Prismaversi. Nine porta Sonic con sé in un arido Primaverso chiamato il Sinistro (detto anche il "Tetro"), dove intende ricostruire il mondo e le loro vite per entrambi. Sonic si rifiuta di abbandonare i ribelli e Nine lo rimanda con riluttanza a New Yoke, ma cambia idea e si unisce a Sonic e alla Resistenza. Mentre Sonic e la Resistenza sconfiggono con successo gli Eggforcer che li attaccano, il Consiglio del Caos scatena la loro fortezza volante, la Nave Madre, e cattura Nine.

## Nuove conoscenze
- Titolo originale: It Takes One to No Place
- Diretto da: Erik Wiese
- Scritto da: Omar Spahi

### Trama
Durante la ricerca di Tails Nine, Sonic vede un'apparizione di Shadow, che è riuscito a sfuggire alla frantumazione dell'universo usando il Chaos Control ma ora è intrappolato nel Vuoto, dicendogli di andare avanti, il che fa entrare in azione i suoi poteri potenziati dal frammento e teletrasportarsi in un altro Prismaverso composto da mari sconfinati chiamato il "Nessun-Posto", dove incontra per la prima volta la Ciurma della Volo d'Angelo (omologhi pirateschi di Knuckles, Amy, Tails, Rouge e Big), guidati dall'avido e leggendario Knuckles il Terribile, insieme agli altri membri Rose la Nera, Rouge la Stecca, Sails Tails e Catfish. Accolgono Sonic nel loro equipaggio poiché trovano utile la sua velocità e lui li aiuta a sconfiggere l'ex equipaggio del Terribile. Il Terribile spiega come fosse un temuto pirata che con il suo ex equipaggio mirava a un tesoro chiamato il Faro del Diavolo (Sonic sospetta si tratti di un frammento del Paradox Prism), ma finirono per naufragare sugli scogli e l'equipaggio del Terribile lo abbandonò, affidando il comando al Capitano Jack, insieme al resto della sua ciurma (tra i quali vi sono Bunny Bones e Stormbeard). Sonic insiste per ottenere il frammento, quindi il Terribile lo nomina come nuovo capitano. Inaspettatamente, Rusty Rose e un gruppo di Eggforcer arrivano su un sottomarino e attaccano i pirati.

## Che bella squadra!
- Titolo originale: There's No ARRGH In "Team"
- Diretto da: Erik Wiese
- Scritto da: Justin Peniston

### Trama
Dopo aver catturato Tails Nine, il Consiglio del Caos si è impossessato della Prismanave per ottenere gli altri frammenti e conquistare l'intero Prismaverso, ma Nine li convince a mantenere in vita Sonic per apprendere della sua capacità unica di viaggiare attraverso le dimensioni, su cui concordano con riluttanza. Nel frattempo, nel Nessun-Posto, Sonic e i pirati della Volo d'Angelo tentano invano di contrattaccare Rusty Rose. Dopo aver calibrato la bussola energetica dalle scarpe di Sonic per trovare il frammento, Rusty si prepara a distruggerli, ma esita e se ne va dopo aver visto sbalordita la sua controparte piratesca, Rose la Nera. Quando la Volo d'Angelo inizia ad affondare, Sonic convince il fuggiasco Knuckles il Terribile a tornare, il quale, dopo aver realizzato che riuscire dove ha fallito avrebbe ristabilito la sua reputazione, riprende il comando e fa usare al suo equipaggio materiali galleggianti per mantenere a galla la nave e le scarpe hovercraft di Sonic per farsi trainare. La ciurma naviga verso il Faro del Diavolo a tutta velocità, raggiungendo Rusty e gli Eggforcer. Mentre Sonic e i pirati sconfiggono e catturano Rusty, il Terribile, lanciatosi avanti a ottenere il suo tesoro per primo, cade in un'imboscata degli Eggforcer e viene buttato giù dalla montagna. Sonic lo salva, prima di toccare il frammento e scomparire di nuovo nel Vuoto. Viene affrontato dal suo antieroico rivale Shadow, che rivela che il loro universo originale non esiste più a causa delle azioni di Sonic.